# Propplösare

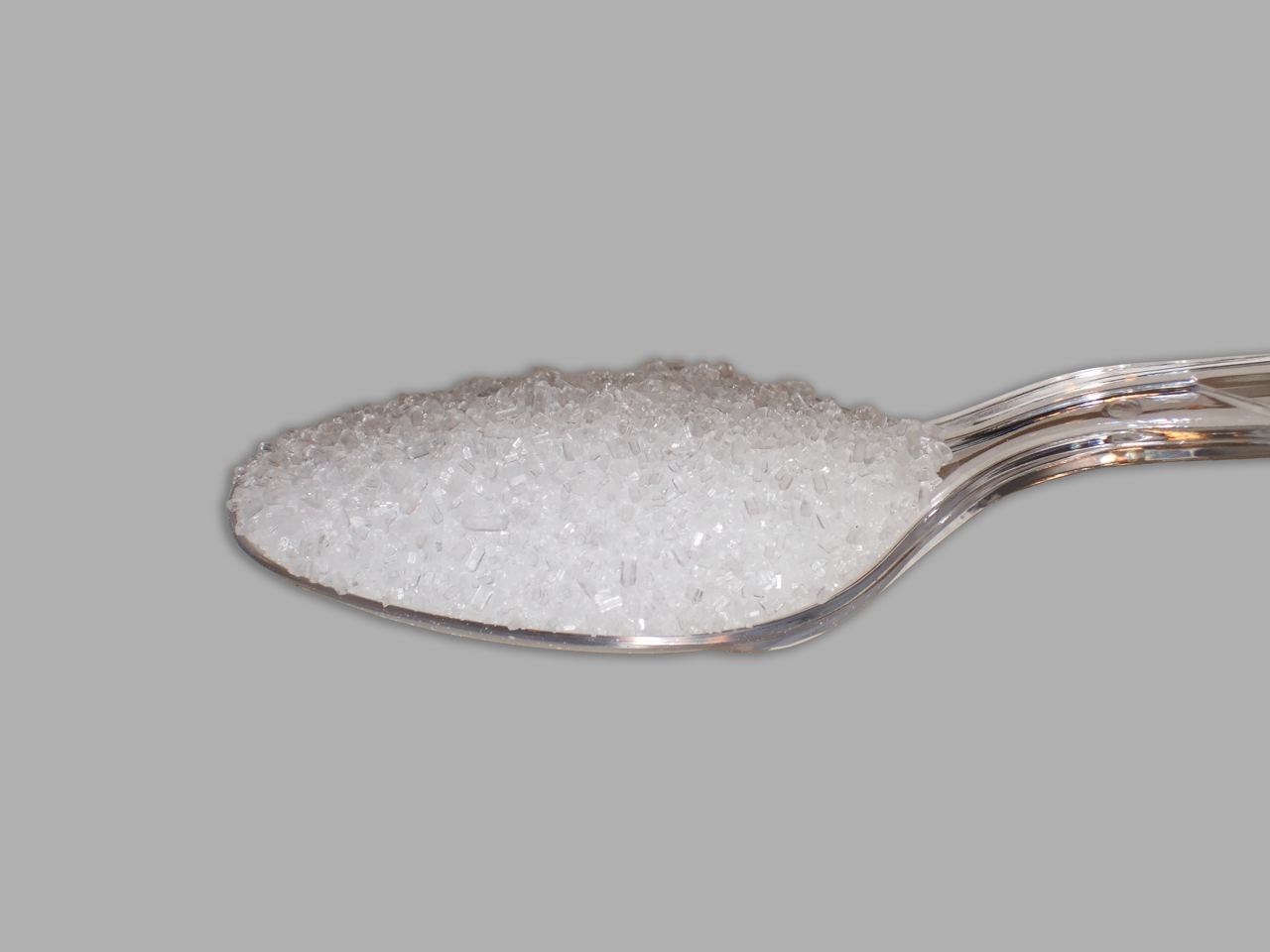
Natronlut i fast form

En propplösare är en basisk lösning som löser proppar i avlopp. Dessa proppar består oftast av olika fetter som har följt med avloppsvatten och sedan stelnat när avloppsvattnet kylts av. Den vanligaste propplösaren är lut, som även kallas natronlut eller kaustiksoda. Den kemiska beteckningen på natronlut är natriumhydroxid, NaOH, vilken är en starkt frätande basisk lösning. I Sverige är användning och inköp av propplösare för privatpersoner utan tillstånd förbjudet sedan den 1 januari 2025.

## Iller
En iller är ett populärt namn på ett ledbart munstycke som man sätter på vattenkranar, högtrycksaggregat eller liknande, för att rensa avlopp och andra trånga utrymmen. Illern har utloppshål "åt alla håll", vilket gör att när den förs genom avloppsrör, så sprutar den vatten med högt tryck överallt och förhoppningsvis löser proppar av tvålrester, hår, m.m.